# Egon Friedell
Egon Friedell, született Egon Friedmann (Bécs, 1878. január 21. – Bécs, 1938. március 16.) osztrák író, kultúrtörténész, színész, kabaréművész, újságíró, színházi kritikus. 1916 előtt Egon Friedländer írói néven is publikált.

## Életpályája
Az anya elhagyta a családot, amikor Egon egy éves volt. A szülők házassága 1887-ben válással végződött.
Édesapja 1891-es halála után Egon egy nagynénjénél élt Frankfurtban. Több különböző iskolába járt.
1899 szeptemberében a Konrad Duden által vezetett Bad Hersfeld-i gimnáziumban a negyedik próbálkozáson letette az érettségi a vizsgát. Majd a Heidelbergi Egyetemen tanult.
1899-ban a Bécs 18., Gentzgasse 7. szám alatti lakásba költözött, amelyben az öngyilkosságáig lakott.
1900-tól kilenc féléven át filozófiát tanult Bécsben.

## Művei

### Életében megjelent

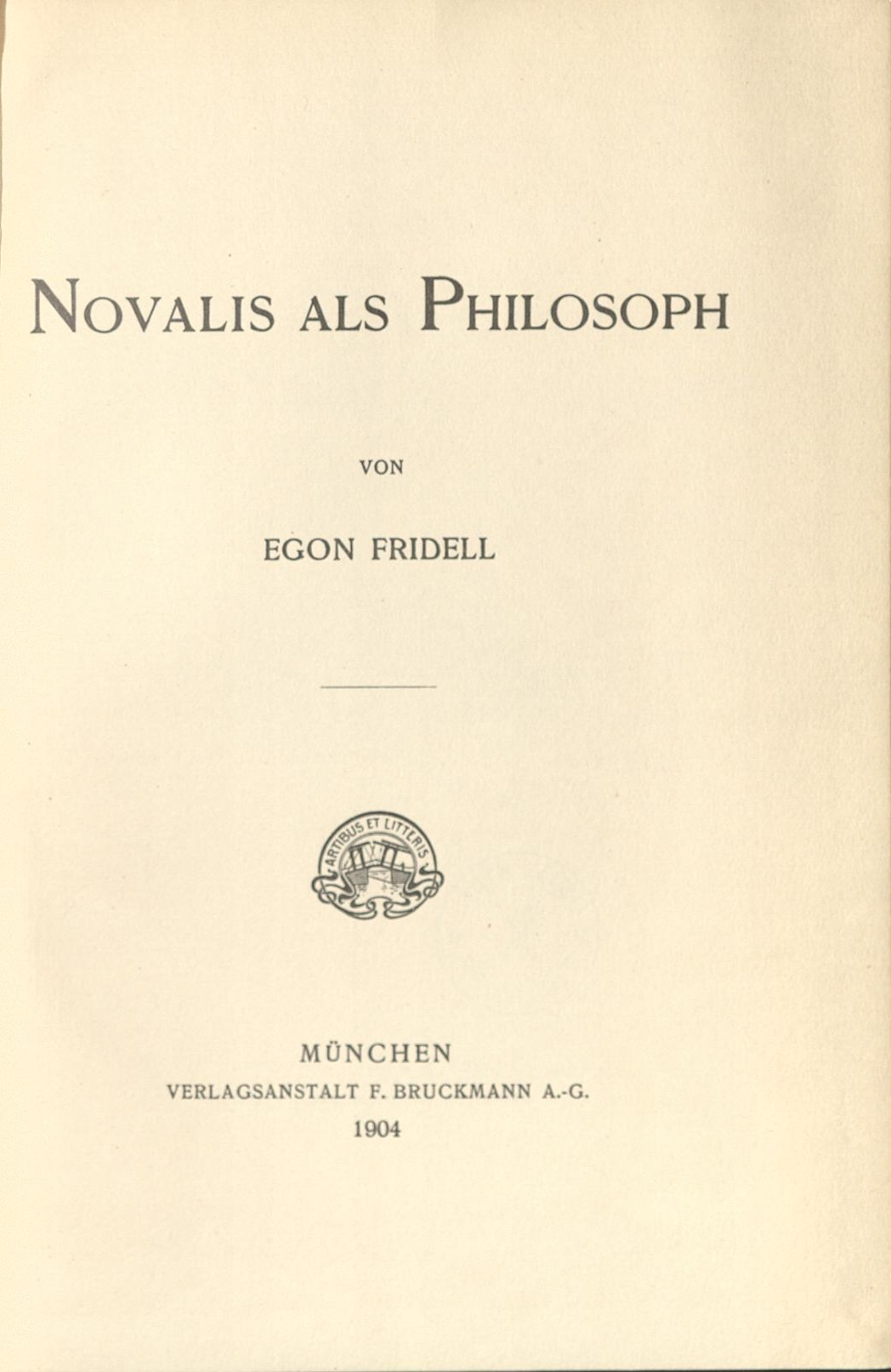
Filozófiai doktorátusa: Novalis als Philosoph, 1904

- Novalis als Philosoph; Bruckmann, München, 1904
- Der Petroleumkönig; 1908
- Goethe. Eine Szene (társszerző Alfred Polgar); C. W. Stern, Wien, 1908
- Ecce poeta; S. Fischer, Berlin, 1912
- Von Dante zu d’Annunzio; Rosner & Stern, Wien, 1915
- Die Judastragödie. In vier Bühnenbildern und einem Epilog; Strache, Wien, 1920
- Das Jesusproblem; Rikola, Wien, 1921
- Steinbruch. Vermischte Meinungen und Sprüche; Verlag der Wiener Graphischen Werkstätte, Wien, 1922
- „Das ist klassisch!“ Nestroy-Worte; szerk. Egon Friedell; Wiener-Drucke, Wien, 1922
- Kulturgeschichte der Neuzeit. Die Krisis der europäischen Seele von der schwarzen Pest bis zum Weltkrieg, 1-3.; Beck, München, 1927–1931
- Kleine Philosophie. Vermischte Meinungen und Sprüche; Phaidon, Wien, 1930
- Kulturgeschichte des Altertums. Leben und Legende der vorchristlichen Seele. Erster Teil: Ägypten und der Alte Orient; Helikon, Zürich, 1936

### Hagyatékból kiadott
- Die Reise mit der Zeitmaschine. Phantastische Novelle; Piper, München, 1946
- Friedell-Brevier. Aus Schriften und Nachlaß ausgewählt von Walther Schneider; Erwin Müller, Wien, 1947
- Kulturgeschichte Griechenlands. Leben und Legende der vorchristlichen Seele; Beck, München, 1949
- Das Altertum war nicht antik und andere Bemerkungen; Georg Prachner, Wien, 1950
- Kleine Porträtgalerie. Fünf Essays (Novalis, Carlyle, Lord Macaulay, Emerson, Peter Altenberg); Beck, München, 1953
- Aphorismen zur Geschichte. Aus dem Nachlaß; Prachner, Wien, 1950
- Briefe. Einzige, von den Erben autorisierte Ausgabe; Georg Prachner, Wien, 1959
- Ist die Erde bewohnt?. Eingeleitet und ausgewählt von W. Schneider; Stiasny, Graz/Wien, 1961
- Emerson. Sein Charakter aus seinen Werken. Bearbeitet und übersetzt von Egon Friedell; Lutz, Stuttgart, (1906)
- Ralph Waldo Emerson: Repräsentanten der Menschheit. Sieben Essays. Nachwort von Egon Friedell; Diogenes, Zürich, 1989, ISBN 978-3-257-21696-7
- Ralph Waldo Emerson: Von der Schönheit des Guten. Betrachtungen und Beobachtungen. Ausgew., übertr. und mit einem Vorw. von Egon Friedell. Mit einem Nachw. von Wolfgang Lorenz; Diogenes, Zürich, 1992 ISBN, 3-257-22440-0
- Abschaffung des Genies. Essays bis 1918; Löcker, Wien, 1982, ISBN 3-85409-042-0
- Selbstanzeige. Essays ab 1918; Löcker, Wien, 1983, ISBN 3-85409-051-X
- Meine Doppelseele. Taktlose Bemerkungen zum Theater; Löcker, Wien, 1985, ISBN 3-85409-087-0
- Kultur ist Reichtum an Problemen. Extrakt eines Lebens gezogen und vorgesetzt von Heribert Illig; Haffmans, Zürich, 1989, ISBN 3-251-00159-0
- „Über das Heroische in der Geschichte“ von Thomas Carlyle; Sabon, St. Gallen, 2001, ISBN 978-3-907928-31-8
- Der Schriftspieler. Autobiographische Schriften; Löcker, Wien, 2002, ISBN 978-3-85409-368-8
- Der Schatten der Antike. Das bislang fehlende Schlusskapitel der "Kulturgeschichte des Altertums"; Mantis, Gräfelfing, 2020, ISBN 978-3-928852-55-5

### Újabb kiadások
- Das ist klassisch! Sprüche und Sentenzen. Herausgegeben und mit einer Vorrede von Egon Friedell. Mit Federzeichnungen von Gerald Narr. Buchverlag der Morgen, Berlin, 1989
- Johann Nestroy: Lektüre für Minuten; Insel, Frankfurt, 2001, ISBN 978-3-458-17094-5
- Goethe und die Journalisten. Satiren im Duett; Löcker, Wien, 1986, ISBN 3-85409-095-1
- Ist die Erde bewohnt? Essays von 1919 bis 1931; Diogenes Verlag, Zürich, 1985
- Ist die Erde bewohnt? Theater, Feuilleton, Essay, Aphorismen, Erzählung; Volk und Welt, Berlin, 1990
- Die Judastragödie; Bastei, Wien, 1963
- Kulturgeschichte Ägyptens und des Alten Orients; C.H.Beck, München, ISBN 978-3-406-44054-0
- Kulturgeschichte Griechenlands; C.H.Beck, München, ISBN 978-3-406-38061-7
- Kulturgeschichte der Neuzeit; C.H.Beck, München, ISBN 978-3-406-40988-2
- Die Rückkehr der Zeitmaschine. Phantastische Novelle; Diogenes, Zürich, 1974, ISBN 978-3-257-20177-2
- Steinbruch. Kleine Philosophie; Diogenes, Zürich, 1991, ISBN 3-257-21987-3
- Vom Schaltwerk der Gedanken. Essays zu Politik, Geschichte, Philosophie, Religion, Theater und Literatur / Autobiographische Skizzen und Feuilletons. Herausgegeben von Daniel Keel und Daniel Kampa; Diogenes, Zürich, 2007, ISBN 978-3-257-06625-8
- Kulturgeschichte der Neuzeit. Kulturgeschichte Ägyptens, in einem Band. Zweitausendeins, ISBN 978-3-86150-893-9

### Filmográfia
- Yves, die Gauklerin (1922)

## Magyarul
- Az újkori kultúra története; ford. Vas István; Pharos, Bp., 1944 (Editio Pharos)
- Az újkori kultúra története; Holnap, Bp., 1989–1994
  - 1. Középkor, pestis, misztika; ford. Vas István; 1989
  - 2. Reneszánsz és reformáció; ford. Vas István, Tandori Dezső; 1990
  - 3. Barokk és rokokó; ford. Vas István, Tandori Dezső; 1991
  - 4. Felvilágosodás és forradalom. A hétéves háborútól a bécsi kongresszusig; ford. Vas István, Adamik Lajos; 1992
  - 5. Romantika és liberalizmus. A bécsi kongresszustól a német-francia háborúig; ford. Adamik Lajos; 1993
  - 6. Imperializmus és impresszionizmus. A német-francia háborútól a világháborúig; ford. Adamik Lajos; 1994
- Utazások az időgéppel; ford. Koncz Éva; in: Az időgép visszatér; Móra, Bp., 1990
- Kőfejtő; ford. Radics Viktória; Kijárat, Bp., 1997 (Teve könyvek)
- Az ókori kultúra története. 1. A világtörténet regéje, Egyiptom titka; ford. Vidor Aliz; N-Press, Bp., 2003